# Carhart-Test
Der Carhart-Test (Schwellenschwundtest, englisch threshold tone decay test) ist eine audiometrische Methode der Hals-Nasen-Ohrenheilkunde, mit der die Adaptation des Gehörs untersucht wird. Der Test wurde von Raymond Carhart 1957 veröffentlicht.

## Grundlagen
Eine akustische Anregung führt zuerst zu einer starken auditorischen Reizung im Gehörorgan (on-effect). Bei fortlaufender kontinuierlicher Stimulation erfolgt eine Reduktion der Erregung, die als Adaptation bezeichnet wird. Sie äußert sich vordergründig in einer geringen Anhebung der Hörschwelle, aber auch in einer Reihe von anderen Parametern, wie etwa der Verdeckbarkeit von Tönen. Die Adaptation ist ein normaler Vorgang.
Für Ohren mit einer Schallempfindungsschwerhörigkeit lassen sich Abweichungen von diesem normalen Vorgang nachweisen in der Form, dass sich kein normales Gleichgewicht zwischen Anregung und Adaptation einstellt, sondern die Hörschwelle abnorm weit ansteigt oder überhaupt immer weiter dem anregenden Ton ausweicht, sodass der Schalldruckpegel des Tons immer weiter angehoben werden muss, um ihn hörbar zu halten.

## Untersuchungsvorgang
Es wird ein Ton an der Hörschwelle für eine Minute angeboten. Wird der Ton vorher unhörbar, wird die Intensität ohne Unterbrechung des Testvorganges um 5 dB angehoben. Dieser Vorgang wird solange wiederholt, bis der Ton bei einem bestimmten Schalldruckpegel für volle 60 Sekunden gehört wird oder bis eine abnormale Adaptation evident ist.

## Untersuchungsergebnis
Ist eine Erhöhung des Schalldruckpegels eines Tons nicht über 10 dB erforderlich, um den Ton für 60 Sekunden zu hören, ist dies als Normalbefund zu werten. Bei einer erforderlichen Erhöhung bis 30 dB spricht man von einer pathologischen Adaptation. Dies wird als Zeichen einer Schädigung in der Schnecke angesehen. Bei noch höheren Werten spricht man von einer (pathologischen) Hörermüdung, was als Zeichen einer Nervenschädigung angesehen wird.